# (464265) 2015 FT125
(464265) 2015 FT125 es un asteroide perteneciente al cinturón de asteroides, descubierto el 5 de octubre de 2002 por el equipo Spacewatch desde el Observatorio Nacional de Kitt Peak (Arizona, Estados Unidos).